# (4994) Kisala
(4994) Kisala (1983 RK3) – planetoida z pasa głównego asteroid okrążająca Słońce w ciągu 4 lat i 357 dni w średniej odległości 2,91 j.a. Została odkryta 1 września 1983 roku.